# Țibucani
Țibucani est une commune roumaine du județ de Neamț, dans la région historique de Moldavie et dans la région de développement du Nord-Est.

## Géographie
La commune de Țibucani est située dans le nord-est du județ, dans les collines du piémont des Carpates orientales, dans le bassin de la Moldova, à 35 km au nord-est de Piatra Neamț, le chef-lieu du județ.
La municipalité est composée des trois villages suivants (population en 1992) :
- Davideni (988) ;
- Țibucani (2 807), siège de la municipalité ;
- Țibucanii de Jos (459).

## Politique
| Parti | Parti                                      | Sièges |
| ----- | ------------------------------------------ | ------ |
|       | Alliance Parti social-démocrate (PSD)      | 5      |
|       | Alliance des libéraux et démocrates (ALDE) | 3      |
|       | Parti national libéral (PNL)               | 3      |
|       | Pro Romania (PRO)                          | 1      |
|       | Parti Mouvement populaire (PMP)            | 1      |

## Démographie
En 2011, la commune comptait 95,95 % de la population déclarent être roumains et 1,72 % déclarent être roms (2,29 % de la population ne déclarent pas d'appartenance ethnique et 0,2 % déclarent appartenir à un autre groupe ethnique).
En 2011, 96,57 % de la population déclarent être de confession chrétienne orthodoxe (2,29 % de la population ne déclarent pas d'appartenance religieuse et 1,13 % déclarent appartenir à un autre groupe religieux)

## Économie
L'économie de la commune repose sur l'agriculture et l'élevage. La commune possède une laiterie et une fabrique de meubles.

## Lieux et monuments
- Țibucani, ermitage de 1662.
- Țibucani, musée ethnographique.
- Țibucani, église orthodoxe en bois Ste-Madeleine (Sf. Magdalena) de 1774.
- Davideni, église orthodoxe de la Décapitation de St Jean-Baptiste (Tăiorea Capului Sf. Ioan Botezătorul) de 1774.